# Emil von Behring

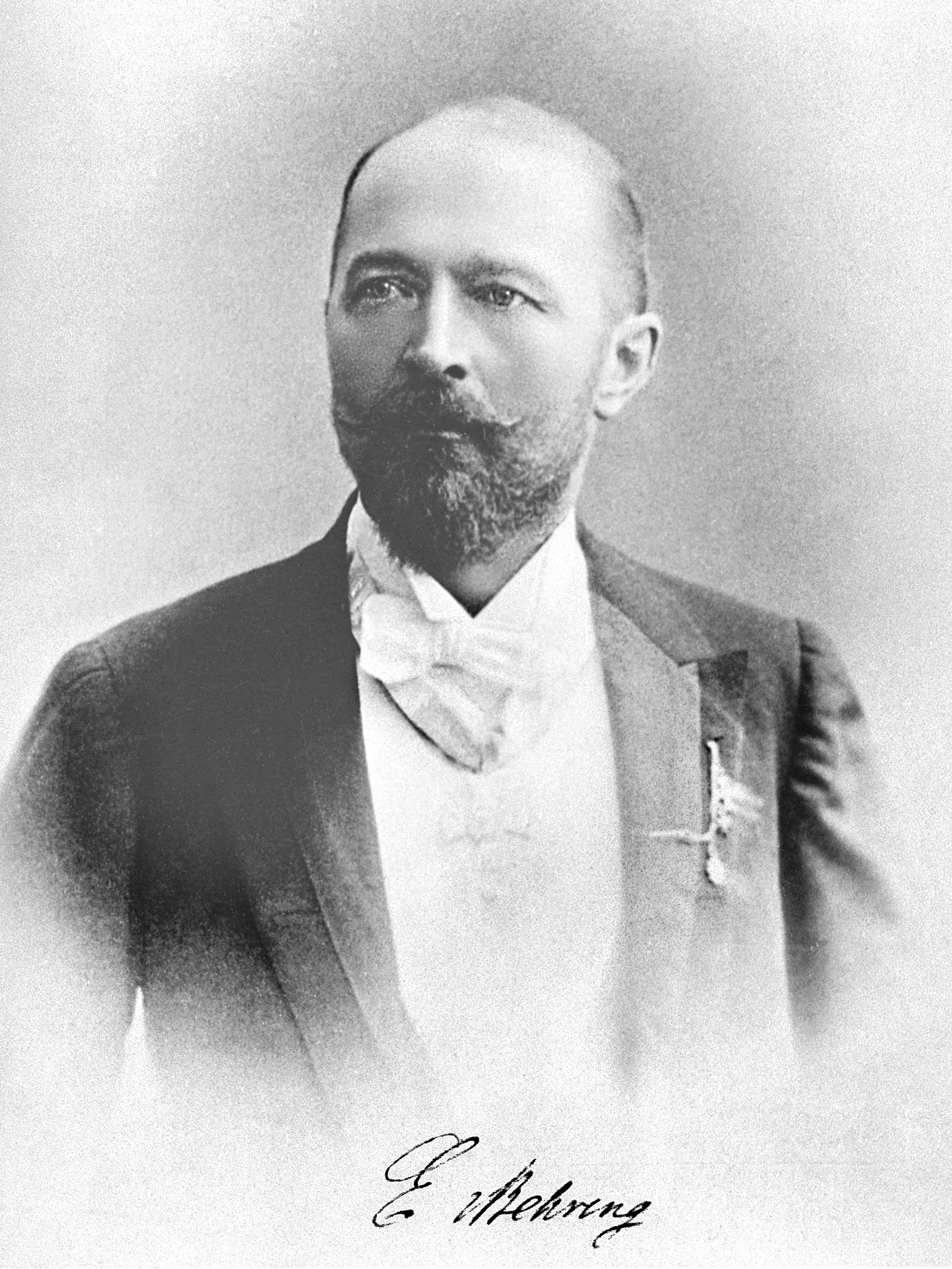
Emil Behring (um 1896)

Emil Adolf Behring, ab 1901 von Behring (* 15. März 1854 in Hansdorf, Kreis Rosenberg in der Provinz Preußen, heute Ławice (Polen); † 31. März 1917 in Marburg) war ein deutscher Mediziner, Immunologe, Serologe, Unternehmer („Behringwerke“) und Professor der Hygiene in Marburg. Als Begründer der passiven Immunisierung („Blutserumtherapie“) ging er in die Medizingeschichte ein. 1901 erhielt er für seine Entdeckung der Heilserumbehandlung mit Antitoxinen den ersten Nobelpreis für Physiologie oder Medizin. Bereits am 18. Januar 1901 wurden er und seine Familie von Kaiser Wilhelm II. in den erblichen Adelsstand erhoben.
Besonders aufgrund seiner Erfolge bei der Entwicklung von aus Blutserum als Antitoxin gewonnenen Arzneimitteln gegen die Diphtherie, welches er in Zusammenarbeit mit Paul Ehrlich und Erich Wernicke entwickelte, sowie gegen den Wundstarrkrampf (Tetanus) – gemeinsam mit Kitasato Shibasaburō – wurde er in der Presse als „Retter der Kinder“ und – da das Tetanusheilserum (Tetanusantitoxin) insbesondere den Verwundeten des Ersten Weltkriegs zugutekam – als „Retter der Soldaten“ gerühmt.
Kaiser Wilhelm II. verlieh Behring am 15. Oktober 1915 das Eiserne Kreuz am weißen Bande.

## Leben

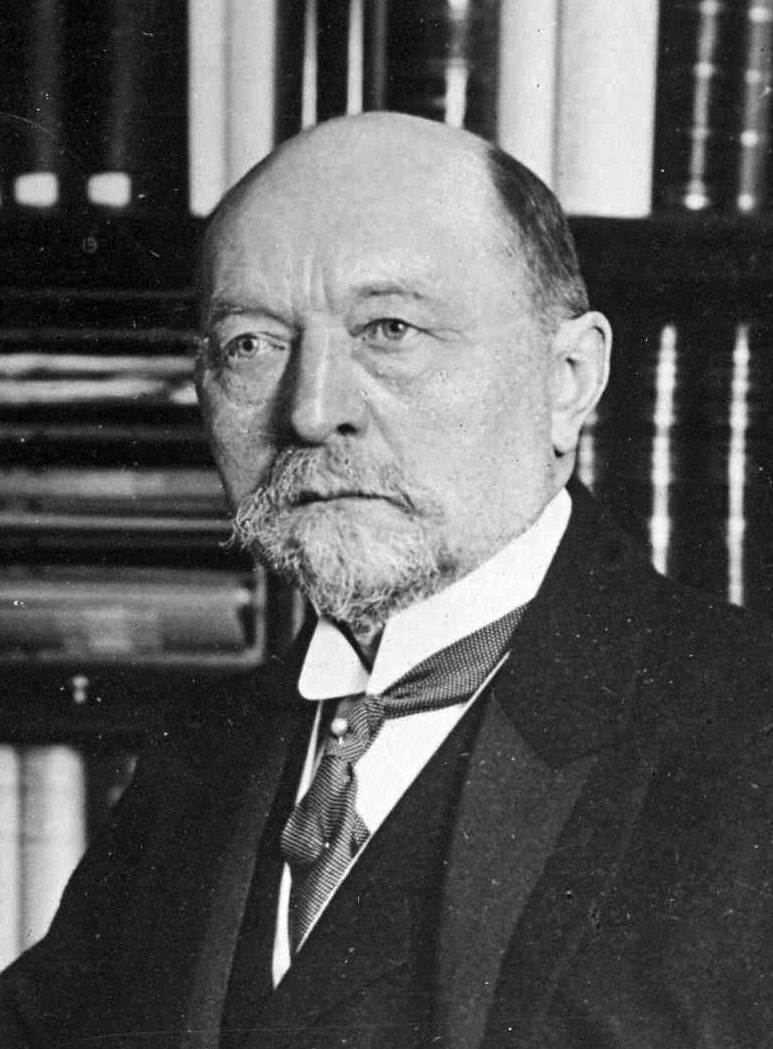
Emil Adolf von Behring, 1914

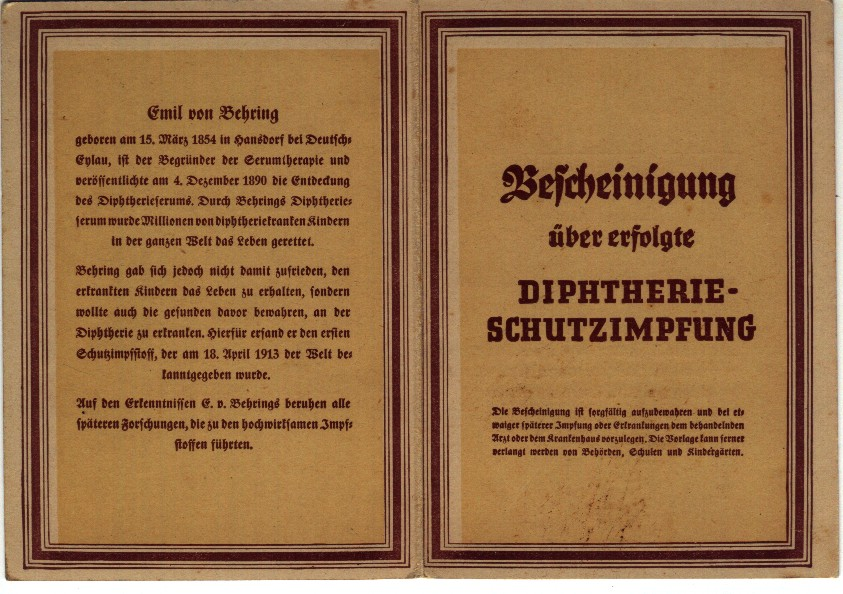
Diphtherie-Impfausweis mit Hinweis auf von Behring

Emil Adolf Behring (ab 1901 Emil von Behring) wurde als Sohn des Lehrers Georg August Behring (1819–1886) und dessen zweiter Frau Augustine Zech (1828–1892) geboren. Sein Vater hatte aus erster Ehe bereits fünf Kinder, und Emil war das erste von weiteren neun. Ein Stipendium ermöglichte ihm das Abitur am Königlichen Gymnasium in Hohenstein. Am 22. Oktober 1874 trat er in das Königliche medizinisch-chirurgische Friedrich-Wilhelms-Institut (ein Abkömmling der 1795 gegründeten „Pépinière“) in Berlin ein, wo er auf Staatskosten gegen eine achtjährige militärärztliche Dienstverpflichtung nach dem Examen sein Studium der Medizin absolvierte. Am 15. August 1878 wurde er an der Berliner Friedrich-Wilhelms-Universität mit der Dissertation Neuere Beobachtungen über die Neurotomia opticociliaris zum Dr. med. promoviert; seine Approbation als Arzt erhielt er 1880. Danach war er als Truppenarzt in der Provinz Posen tätig, die Stationen waren Wohlau (1878–1880), Posen (1880–1883), Winzig (1883–1887) und Bojanowo (1887).
Behrings Aufsätze aus den Posener und Winziger Jahren 1882 bis 1884 stehen am Beginn einer langen Reihe medizinischer Publikationen, für die er die sieben Jahre zuvor von Paul Albrecht Börner (1829–1885) gegründete und herausgegebene noch junge Deutsche Medicinische Wochenschrift wählte und in der er fortan und kontinuierlich die Ergebnisse seiner wissenschaftlichen Studien publizierte. Es handelt sich bei den Aufsätzen um Studien zur Wirkungsweise antiseptischer Mittel, speziell des Jodoforms (CHJ3), eines zu Behrings Zeit außerordentlich beliebten Desinfektionsmittels, das bei chirurgischen Operationen, aber auch in der Krebsbehandlung, beim Kropf oder Diabetes mellitus zum Einsatz kam. In diesen Schriften beschreibt Behring auch die zu Vergiftungserscheinungen führenden starken Nebenwirkungen des Jodoforms, etwa nach der Behandlung einer tiefen Kopfwunde bei einem seiner Patienten in Winzig (1883).
Entscheidenden Einfluss auf Behrings weiteren Werdegang hatte der Bonner Pharmakologe Carl Binz, mit dem Behring seit seiner Posener Zeit im Austausch stand. Behring war vom 22. März 1887 bis Ende Oktober 1888 in der Stadt am Rhein, wo er dank neuer Kontakte auch sein Wissen und seine technischen Fähigkeiten auf dem Gebiet der organischen und analytischen Chemie vertiefen konnte. Neben Binz gehörten die Chemiker Konrad Heinrich Klinger (1853–1945) und Otto Wallach (1847–1931), späterer Chemienobelpreisträger, zu den einflussreichsten Personen der Bonner Zeit. Für Behring war es eine Zeit enormer Produktivität, aus der sieben Aufsätze resultierten, zu denen die 1888 publizierte wichtige Schrift Ueber die Ursache der Immunität von Ratten gegen Milzbrand gehört: Basierend auf seinen Beobachtungen, dass weiße Ratten eine sehr geringe Empfänglichkeit für die Infektion mit Milzbrandsporen haben, stellte Behring schlussfolgernd die grundsätzliche Frage nach dem Zustandekommen der Immunität gegen Infektionskrankheiten.

### Wechsel nach Berlin
Behring siedelte im Herbst 1888 nach Berlin um, wo er ab dem 31. Oktober 1888 zunächst als Stabsarzt am Königlichen medizinisch-chirurgischen Friedrich-Wilhelms-Institut eine Anstellung fand. Am 28. Juli 1889 wurde er in das damals von Robert Koch geleitete Hygieneinstitut der Berliner Universität kommandiert, was Koch „für recht erwünscht“ hielt. Schließlich wechselte er im Sommer 1891 mit anderen Kollegen in das eigens für Koch gegründete Königlich Preußische Institut für Infektionskrankheiten in der Nähe der Berliner Charité, wo er auf Kochs Wunsch eine Krankenstation übernehmen sollte. Doch bereits früher, noch als Mitarbeiter im Hygieneinstitut der Universität, setzte er die Untersuchungen zu den Bonn aufgeworfenen Fragen zum Wesen der Immunität (d. h. der Immunitätsentstehung und der Wirksubstanzen) fort. Am 1. März 1890 veröffentlichte er gemeinsam mit dem aus Breslau gebürtigen Mediziner Franz Nissen (1862–1928), einem Schüler Carl Flügges, den Aufsatz Ueber bacterienfeindliche Eigenschaften verschiedener Blutserumarten, der den programmatischen Untertitel Ein Beitrag zur Immunitätsfrage trug. Zu diesem Zeitpunkt gingen beide Forscher davon aus, dass der Träger der Immunität erzeugenden Wirksubstanzen das Blutserum, der zellenfreie Bestandteil des Blutes, sein müsse.
Die teilweise unter Kochs Anleitung durchgeführten Studien verliefen parallel zu denen des japanischen Bakteriologen Shibasaburō Kitasato, der als Gastwissenschaftler bei Koch über Tetanus arbeitete. Die ersten Immunisierungsversuche mit Experimentaltieren (diphtherieimmune Ratten, Meerschweinchen, Kaninchen, Mäusen) verliefen zu dieser Zeit thematisch getrennt. Die Erträge der umfangreichen Studien mündeten jedoch in den gemeinsam publizierten Aufsatz Über das Zustandekommen der Diphtherie-Immunität und der Tetanus-Immunität bei Thieren, der am 4. Dezember 1890 in der Deutschen Medicinische Wochenschrift erschien. Das Datum gilt als ein Meilenstein der Medizingeschichte: Im Aufsatz wurden im Tierversuch gewonnene Erkenntnisse zur Blutserumtherapie, speziell zur Behandlung der Diphtherie und des Tetanus mit antitoxinhaltigen Serum, gebündelt; damit wurde eine neue Behandlungsmethode bei der Heilbehandlung von Infektionskrankheiten aufgezeigt.
Zusammengefasst wurden die Forschungsergebnisse in vier Sätzen:
1. Das Blut der tetanusimmunen Kaninchen besitzt tetanusgiftzerstörende Eigenschaften.
2. Diese Eigenschaften sind auch im extravasculären Blut und in dem daraus gewonnenen zellenfreien Serum nachweisbar.
3. Diese Eigenschaften sind so dauerhafter Natur, dass sie auch im Organismus anderer Thiere wirksam bleiben, so dass man imstande ist, durch die Blut- bezw. Serumtransfusion hervorragende therapeutische Wirkungen zu erzielen.
4. Die tetanusgiftzerstörenden Eigenschaften fehlen im Blut solcher Thiere, die gegen Tetanus nicht immun sind, und wenn man das Tetanusgift nicht immunen Thieren einverleibt hat, so lässt sich dasselbe auch noch nach dem Tode der Thiere im Blut und in sonstigen Körperflüssigkeiten nachweisen.[17]

### Anwendung am Menschen
Die erste gesichert dokumentierte Anwendung an einem Menschen, dem 6-jähriges Mädchen der Familie Ramm,  wurde im November 1892 in der von Otto Heubner geleiteten Kinderklinik Leipzig vorgenommen. Heubner hatte sich im Sommer 1892 nach der Lektüre von Behrings Blutserumtherapie direkt an den Verfasser gewandt und die Lieferung von Heilserum erbeten. Diese erfolgte wegen inzwischen eingetretener Engpässe im November über die Farbwerke in Höchst am Main.  Nicht durch historische Quellen belegbar ist jedoch der nach Erich Wernickes Tod posthum erschienene Bericht, dass im Dezember 1891 aus dem Blutserum von Schafen gewonnenes Heilserum an zwei an Diphtherie erkrankten Kindern in der chirurgischen Universitätsklinik Ernst von Bergmanns erfolgreich eingesetzt worden sei. Behring hatte – nach den verheerenden Erfahrungen, die man 1890/91 mit Kochs Tuberkulin gemacht hatte - Wernicke nachdrücklich vor dem verfrühten Einsatz am Menschen gewarnt. In dem im Frühjahr 1892 erschienenen Aufsatz Behrings und Wernickes Ueber Immunisirung und Heilung von Versuchsthieren bei Diphtherie heißt es zudem ausdrücklich, die Autoren hätten darauf verzichtet, „orientirende Vorversuche am Menschen zu machen“.
Zur Entwicklung einer für den Menschen geeigneten Dosierung des im Heilserum enthaltenen Antitoxins trug ganz wesentlich Paul Ehrlich bei. Behring und Ehrlich gingen davon aus, dass es möglich sei, die von bestimmten Bakterien gebildeten Toxine nicht mit desinfizierenden Chemikalien, sondern mit Antitoxinen zu bekämpfen. Die Menge des Wirkstoffs musste jedoch vorab bestimmt werden können, um gleichermaßen Wirksamkeit und Unschädlichkeit für den Menschen zu gewährleisten. Ehrlich unternahm Modellversuche an Meerschweinchen, deren Gewicht er genau notierte. Serum mit Antitoxin wurde proportional zum Körpergewicht injiziert und das Ergebnis in Listen festgehalten. Mit seinem quantifizierenden Ansatz wollte Ehrlich die Wirkungsweise der Antitoxine messbar machen, um damit Kinder unterschiedlichen Alters, Gewichts und Krankheitsstadiums optimal und ohne Nebenwirkungen behandeln zu können. Die von ihm entwickelte Wertbestimmung basiert also auf Tierversuchen mit Meerschweinchen: Hiernach wird das Überleben der Experimentaltiere nach der Injektion des Toxins und des Heilserums gemessen und auf den Menschen hochgerechnet.
Aus pharmazeutischer Sicht war der Durchbruch Anfang 1894 gelungen, als das Diphtherieheilserum nicht nur in den Leipziger und Berliner Kliniken, sondern auch in anderen Städten zum Einsatz kam. Das Mittel löste darüber hinaus den bis dahin während der Behandlung durchgeführten Luftröhrenschnitt ab. Von Otto Heubner wurde es während des Internationalen Hygiene-Kongresses in Budapest als das „Behring’sche Gold“ bezeichnet. Bereits 1892 war der Chemiker August Laubenheimer, damals Vorstandsmitglied der Farbwerke Höchst, dank Behrings Veröffentlichungen über die neue Erfindung informiert und erkannte deren Potential. Im selben Jahr konnte Laubenheimer ihn für eine Kooperation mit den Farbwerken gewinnen. Im August 1894 begann die Produktion von „Behring’s Diphtherie-Heilmittel dargestellt nach Behring-Ehrlich“ in Höchst; im November 1894 erfolgte unter Anwesenheit von Behring und Koch die offizielle Einweihung der neuen Serumproduktionsstätte mit zunächst 57 Pferden. Bis zum Ende des Jahres wurden über 75.000 Serumfläschchen produziert, und im Betriebsjahr 1895 betrug der Netto-Reingewinn 706.770 Mark.
Die Farbwerke boten ein Diphtherieheilserum nach Behring und Ehrlich an, das eine Heilungsrate von 75 Prozent bei dieser bis dahin meist tödlichen Kinderkrankheit erzielte. Im Oktober 1894 wurde Behring dank der Vermittlung des Ministerialbeamten Friedrich Althoff zum außerordentlichen Hygiene-Professor an der Universität Halle ernannt. Hier hielt er sich jedoch nur insgesamt zwei Monate auf, ab Januar 1895 befand er sich auf einer „Orientreise“, die ihn unter anderem nach Ägypten und Jerusalem führte.
Zum Sommersemester 1895 berief Friedrich Althoff bzw. der preußische Staat Behring, der in Halle keinerlei Lehrerfolge verzeichnen konnte, an die Universität Marburg als Ordinarius für Hygiene und Direktor des Hygienischen Instituts der Medizinischen Fakultät. Noch im selben Jahr wurde auf dem Schlossberg ein für damalige Verhältnisse sehr gut ausgestattetes Privatlaboratorium mit Mitteln der Farbwerke und 25.000 Goldfranc aus dem ihm in Frankreich verliehenen „Prix Alberto Levi“, eingerichtet, zu dem auch ein kleiner Stall für die Versuchstiere gehörte. Im Jahr 1901 wurde Behring mit dem ersten Nobelpreis für Physiologie oder Medizin ausgezeichnet, nachdem er bereits am 18. Januar 1901 (in Preußen) nobilitiert worden war (ab dann Emil Adolf von Behring). Kaiser Wilhelm II. verlieh ihm 1903 den Titel „Excellenz“ als Wirklicher Geheimer Rat. Sein ehemaliger Forschungskollege Kitasato Shibasaburō, mit dem von Behring 1890 die Grundlage für die Serumtherapie gelegt hatte, war für den Nobelpreis ebenfalls nominiert, erhielt ihn aber letztendlich nicht.
Den Gedanken an ein eigenes Unternehmen erwog Behring im Laufe des Jahres 1903, woraufhin 1904 noch weitere Ländereien und ein Gutshof am Schlosspark zu dem Laboratorium hinzukamen, die den Grundstock für das Behringwerk bildeten. Ein Grund, die Selbständigkeit in einem eigenen Unternehmen anzustreben, war die Veränderung der bisherigen Vertragsverhältnisse mit den Farbwerken in Höchst, bei denen der bis dahin als Mittler fungierende August Laubenheimer 1903 aus dem Vorstand ausschied.

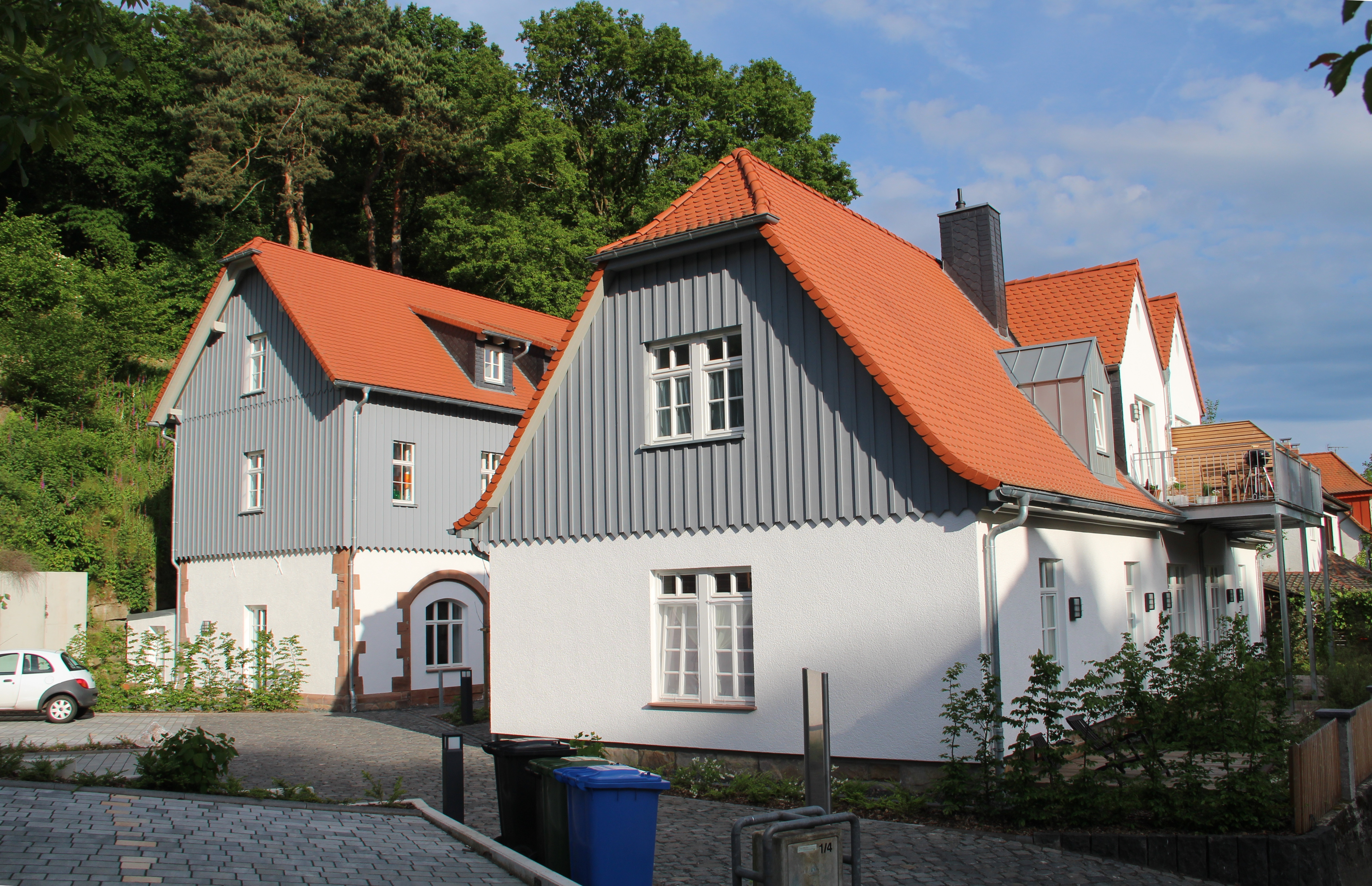
Labor von 1913 in der Wannkopfstraße in Marburg

Behring notierte anlässlich seiner Marburger Unternehmensgründung folgende Worte: „Die umfangreichen und recht kostspieligen Baulichkeiten, Ländereien, Viehbestände, Laboratoriumseinrichtungen, wozu noch auf besondere Ziele gerichtete Abteilungen mit zahlreichem Dienerpersonal kommen, sind vereint zu einem Gesamtunternehmen, das den Namen Behringwerk bekommen hat.“
Trotz der nun gewonnenen Selbstständigkeit brauchte Behring einen Geschäftspartner, weil er von der kaufmännischen Führung eines Betriebes und vom Vertrieb seiner Produkte nicht viel verstand. Am 7. November 1904 stand ihm bei der Eintragung des neuen Unternehmens als „Behringwerke oHG“ ins Handelsregister der Marburger Apotheker Carl Siebert als Teilhaber und Partner zur Seite. Der Betrieb wurde mit anfänglich zehn Mitarbeitern aufgenommen. Nach rasantem Wachstum des Unternehmens wurde das Behringwerk umfirmiert in Behringwerke Bremen und Marburg Gesellschaft mbH.
Gemeinsam mit seinem japanischen Kollegen Kitasato Shibasaburō isolierte Behring in Robert Kochs Hygieneinstitut auch das Tetanustoxin. Mit Beginn des Ersten Weltkrieges wurde die Produktion enorm ausgeweitet, da das von Behring entwickelte Tetanusheilserum für die in den verdreckten Schützengräben liegenden Soldaten nun zum „Retter der Soldaten“ vor dem tödlichen Wundstarrkrampf wurde. Neben dem Tetanusheilserum wurden auch Dysenterie- und Gasbrandserum sowie Choleraimpfstoff für das Heer produziert.
Behring war von November 1907 bis zum Sommer 1910 in der von dem Internisten Rudolf von Hößlin 1885 gegründeten und geleiteten Klinik Neuwittelsbach (im heutigen Münchener Stadtteil Nymphenburg) in ärztlicher Behandlung, um sich von einer schweren Depression zu erholen. Psychiatrischer Konsiliararzt war Emil Kraepelin, ein weiterer ärztlicher Austausch über Behrings Gesundheitszustand bestand mit dem Berliner Neurologen Alfred Goldscheider. Die Einträge der bis heute erhaltenen Krankenakten widerlegen die Auslegung der Behring-Biographen Heinz Zeiss und Richard Bieling von 1940/41, er habe lediglich „Erholung von der aufreibenden Arbeit zu finden“ gehofft. Über die depressive Verfasstheit Behrings berichtet auch Sergei Pankejeff, Sigmund Freuds „Wolfsmann“. In seinen Memoiren notiert er, Behring „litt an einer schweren Depression, die man ihm direkt vom Gesicht ablesen konnte“.
Behring unterzeichnete im September oder Oktober 1914, wenige Wochen nach dem Beginn des Ersten Weltkriegs, den propagandistischen Aufruf „An die Kulturwelt!“, der in der internationalen Wissenschaftswelt großes Entsetzen auslöste.

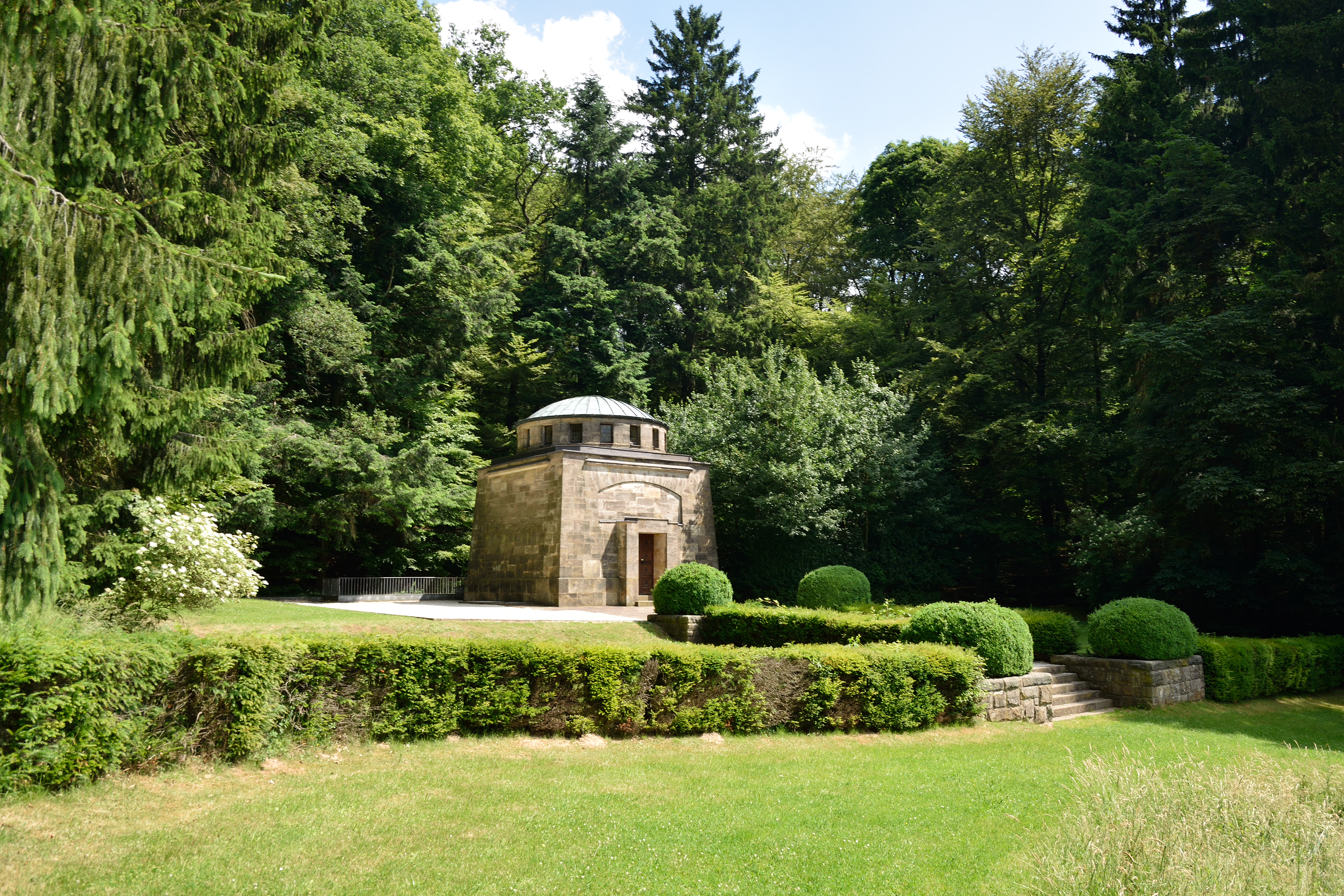
Mausoleum

Emil von Behring lebte seit Sommer 1916 krank und zurückgezogen von allen wissenschaftlichen und unternehmerischen Geschäften.
Er starb am 31. März 1917, noch vor Ende des Ersten Weltkrieges, im Alter von 63 Jahren und wurde im Behring-Mausoleum auf der Elsenhöhe bestattet, benannt nach seiner Ehefrau Else von Behring. Vom Mausoleum aus hat man einen Ausblick auf das Marburger Schloss und über Behrings ehemalige Ländereien (er war größter Grundbesitzer der Stadt Marburg).

## Privates
Seit 1874 war er Mitglied, später Ehrenmitglied des Pépinière-Corps Suevo-Borussia, das bis heute im Corps Guestphalia et Suevoborussia Marburg fortbesteht.

## Familie

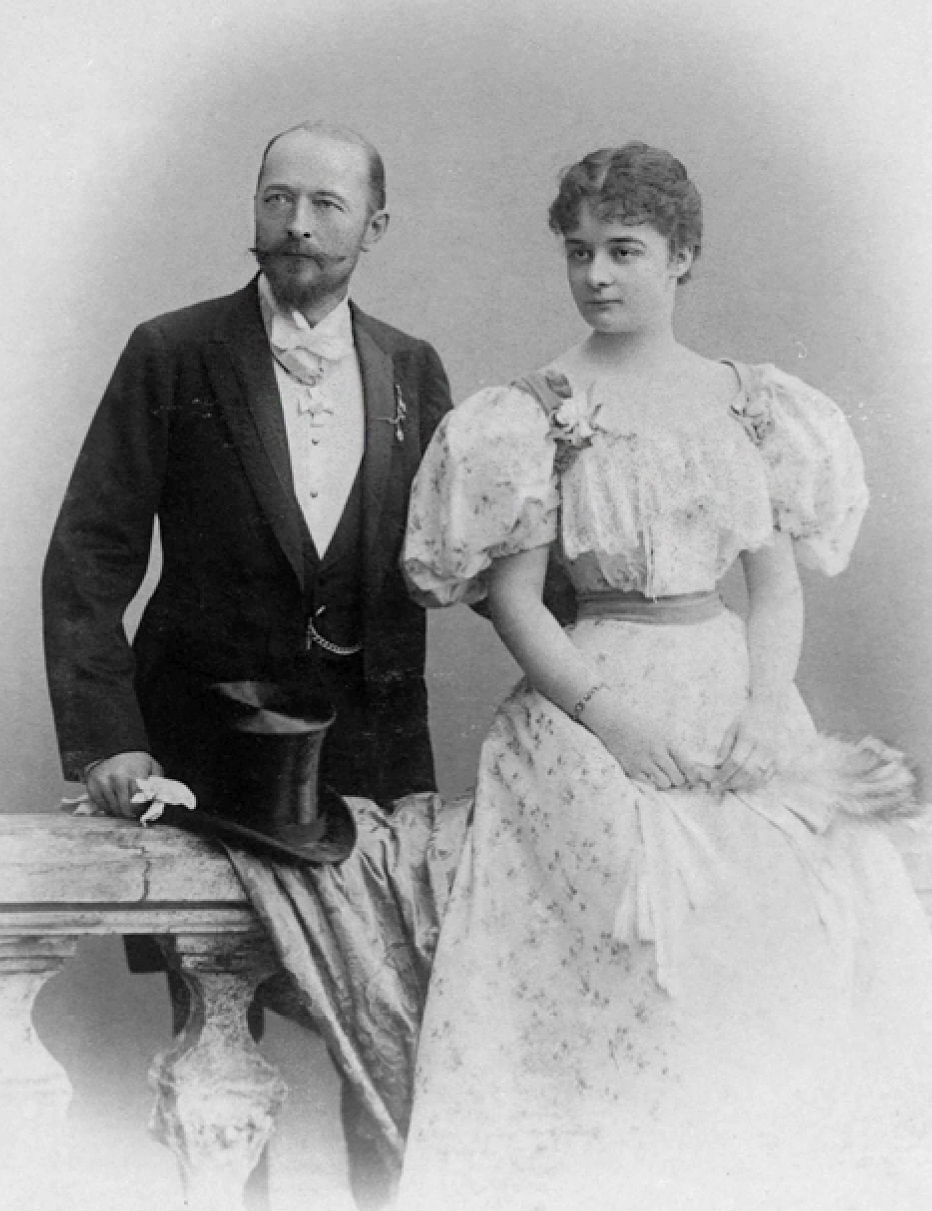
Hochzeitsfoto von Emil Behring & Else Spinola 1896

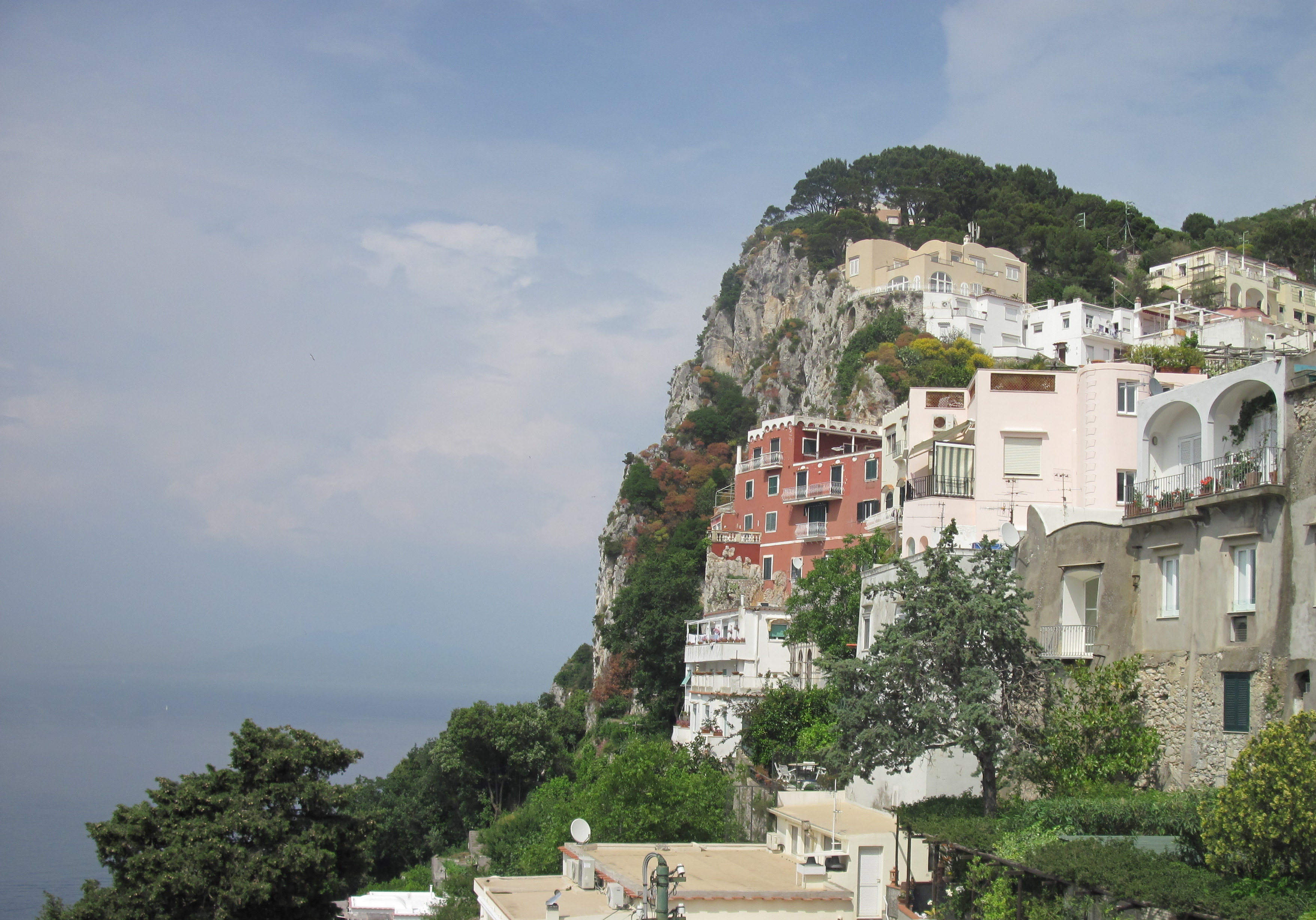
Villa Behring auf der italienischen Insel Capri (rotes Gebäude)

In Marburg erwarb er 1899 die nach ihm benannte Behring-Villa, nachdem er 1895 (damals noch ohne Adelstitel) eine von ihm „Villa Behring“ genannte Villa auf der Insel Capri bei Neapel gekauft hatte. Dorthin machten er und seine junge Frau Else Spinola (1876–1936) ihre Hochzeitsreise, nachdem sie am 29. Dezember 1896 geheiratet hatten. Sie war die Tochter des Verwaltungsdirektors der Charité, des Juristen Bernhard Spinola (1836–1900), und dessen Ehefrau Elise Charlotte Bendix (1846–1926). Das Paar hatte sechs Söhne, Fritz (1898–1966), Bernhard (1900–1918, gefallen am 20.7.1918 in Cuchéry / Marne), Hans (1903–1982), Kurt (1905–1935), Emil (1906–1970) und Otto (1913–2002), von denen zwei, Hans und Otto von Behring, ebenfalls Medizin studierten. Otto praktizierte als Kinderarzt in Wetzlar.
Zu Paten wählten die Behrings prominente Wissenschaftler und Persönlichkeiten wie Émile Roux, Erich Wernicke, Wilhelm Conrad Röntgen, Ilja Iljitsch Metschnikow und Friedrich Althoff.
Behrings Neffe Walter Bieber (1890–1971), ein Sohn Bertha Biebers, geb. Behring, studierte ebenfalls Medizin. Der spätere Ministerialrat arbeitete von 1919 bis 1923 in Marburg, zunächst als Oberarzt im Hygieneinstitut. In der Zeit des Nationalsozialismus war er Leiter des Seuchenreferats im Reichsministerium des Innern in Berlin.
Hitler erklärte Else Spinola 1934 zur „Edelarierin“, nachdem man von Behring wegen Verunreinigung germanischen Bluts durch das Tierblut-Serum verleumdet hatte. Der Stürmer hatte behauptet, Behring habe sein eigenes Blut „versaut.“ Am fünfzigsten Jahrestag der Entdeckung der Serumtherapie im Jahr 1940 veranstaltete der nationalsozialistische Staat zudem eine große Gedenkfeier mit Gelehrten aus 23 Nationen.
Mehrere Mitglieder der Familie Behring waren Lehrer, so der Großvater Johann Friedrich († 1853, Lehrer in Gramten, Kreis Rosenberg), der Vater Georg August (Lehrer in Raudnitz, Klein-Sehren, Chroste und Hansdorf), die Brüder Otto (1845–1898, Lehrer in Daulen), Albert (1864–1913, Lehrer in Hansdorf) und Paul (1867–1928, Lehrer in Danzig). Die Schwester Bertha (1859–1927), die selbst vor ihrer Eheschließung in der Hansdorfer Schule unterrichtete, war mit dem Lehrer Hermann Bieber (1863–1926) verheiratet. Deren Sohn Hermann Bieber (1895–1926) war später ebenfalls Lehrer in Hansdorf. Der erste Sohn Bertas und Hermanns war der spätere Professor und Medizinalrat Johannes Walter Bieber (1890–1971), der während seines Medizinstudiums in Marburg zeitweise in der Villa der Familie Behring in der Wilhelm-Roser-Straße wohnte.

## Ehrungen
- 1895 Greifenorden
- 1895 Geheimer Medizinalrat[40]

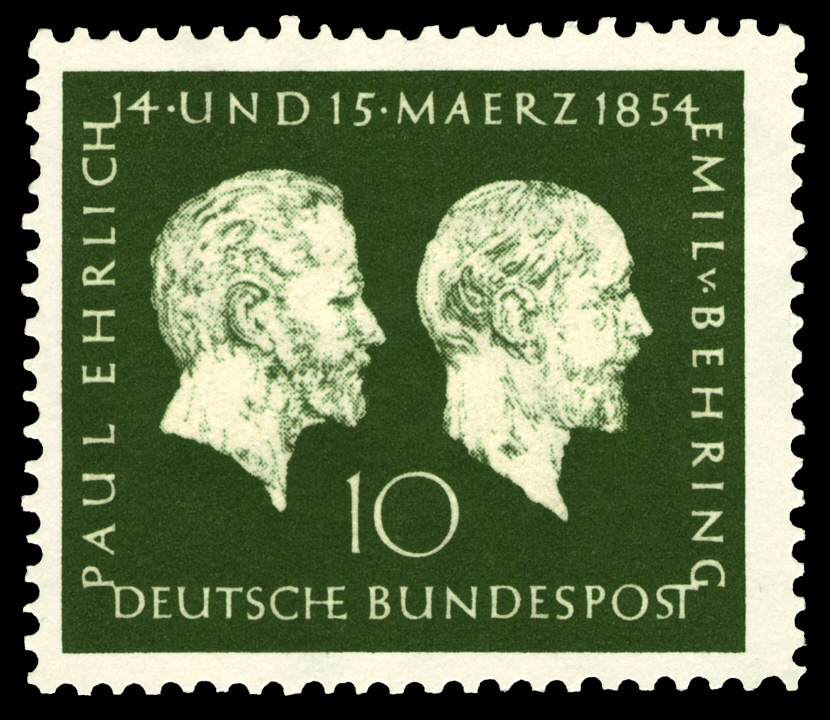
Westdeutsche Briefmarke (1954) zum 100. Geburtstag von Paul Ehrlich und Emil von Behring

- 1896 Königlicher Kronen-Orden (Preußen) II. Klasse
- 1901 Erhebung in den erblichen Adelsstand durch Kaiser Wilhelm II.[41][42]
- 1901 Nobelpreis für Medizin[43]
- 1902 Mitglied der American Academy of Arts and Sciences
- 1903 Wirklicher Geheimer Rat mit dem Prädikat Exzellenz[44]
- 1909 Goldene Harben-Medaille des Royal Institute of Public Health, England[45]
- 1912 Roter Adler-Orden II. Klasse
- 1915 Eisernes Kreuz am weißen Bande
- 1916 Stern zum Königlichen Preußischen Kronen-Orden II. Klasse
- Offizier der Ehrenlegion[43]
- Ehrendoktor bzw. Ehrenmitglied zahlreicher in- und ausländischer Universitäten[43]

## Benennungen
- Emil-von-Behring-Preis der Universität Marburg.
- von Behring (Mondkrater)
- Asteroid (65685) Behring
- 1915, zum 25. Jahrestag der Entdeckung des Diphtherie-Serums, Gedenkmünze mit seinem Bild[43]
- 1940, zum 50. Jahrestag der Entdeckung des Diphtherie-Serums, gab die Deutsche Reichspost zwei Gedenkbriefmarken heraus.
- 1942, Benennung der auf dem Hause der vormaligen Marburger Burschenschaft Germania unterhaltenen Kameradschaft des NSDStB als Kameradschaft Emil von Behring. Verleihung des Namens in Gegenwart des Rektors, zahlreicher Professoren und von Vertretern der Marburger Behringwerke[46]
- 1954, zum 100. Geburtstag, gab die Deutsche Bundespost eine Gedenkbriefmarke für den nur einen Tag älteren Paul Ehrlich und Emil von Behring heraus. Gleichfalls eine Sonderbriefmarke im Jahre 2004 zum 150. Geburtstag der beiden.
- HELIOS Klinikum Emil von Behring, Berlin-Zehlendorf
- Emil-von-Behring-Kaserne, Giebelstadt, Landkreis Würzburg, Sanitätsschule der Luftwaffe (Kaserne seit 1996 außer Dienst)
- Emil-von-Behring-Gymnasium, Spardorf, Landkreis Erlangen-Höchstadt
- Emil-von-Behring-Gymnasium, Großhansdorf, Kreis Stormarn
- Emil-von-Behring-Schule (Gesundheit – Ernährung – Soziales), Geislingen/Steige
- Emil-von-Behring-Schule in Marburg (www.evb-schule.de)
- Emil-von-Behring-Straße in Langenhagen
- Emil-von-Behring-Straße in Helmstedt
- mindestens zehn weitere Emil-von-Behring-Straßen und elf weitere Von-Behring-Straßen in deutschen Städten

## Schriften (Auswahl)
- Abhandlung: Über das Zustandekommen der Diphtherie-Immunität und der Tetanus-Immunität bei Tieren. In: Deutsche Medizinische Wochenschrift. No. 49 vom 4. Dezember 1890. Gemeinsam mit Kitasato Shibasaburō.
- Das Tetanusheilserum und seine Anwendung auf tetanuskranke Menschen. Georg Thieme Verlag, Leipzig 1892.
- Die praktischen Ziele der Blutserumtherapie und die Immunisirungsmethoden zum Zweck der Gewinnung von Heilserum. Georg Thieme Verlag, Leipzig 1892.
- Die Geschichte der Diphtherie, mit besonderer Berücksichtigung der Immunitätslehre. Georg Thieme Verlag, Leipzig 1893 → Neuauflage: Thieme Verlagsgruppe, Stuttgart 1972, ISBN 3-500-24480-7.
- Gesammelte Abhandlungen zur ätiologischen Therapie von ansteckenden Krankheiten. Georg Thieme Verlag, Leipzig 1893.
- Das neue Diphtheriemittel. O. Häring, Berlin 1894 → Neuauflage:(= Medizin Nobelpreisträger Schriften. Band 9) Salzwasser-Verlag, Paderborn 2012, ISBN 978-3-86444-918-5.
- Die Bekämpfung der Infectionskrankheiten. Hygienischer Theil. Georg Thieme Verlag, Leipzig 1894.
- Bekämpfung der Infectionskrankheiten. Infection und Desinfection, Versuch einer systematischen Darstellung der Lehre von den Infectionsstoffen und Desinfectionsmitteln. Georg Thieme Verlag, Leipzig 1894.
- als Hrsg., mit Albert Eulenburg: Lehrbuch der allgemeinen Therapie und der therapeutischen Methodik. 1898.
- Immunität. Deutsche Verlags-Anstalt, Stuttgart 1901.
- Diphtherie. Begriffsbestimmung, Zustandekommen, Erkennung und Verhütung. August Hirschwald, Berlin 1901.
- Die Serumtherapie in der Heilkunde und Heilkunst. 1901.
- Tuberkulosebekämpfung. Vortrag gehalten auf der Versammlung von Naturforschern und Ärzten am 25. September 1903 in Kassel. Vogel, Leipzig 1903.
- Tuberkulosebekämpfung. Vortrag gehalten im Deutschen Landwirtschaftsrat am 14. März. Georg Thieme Verlag, Leipzig 1903.
- Tuberculoseentstehung, Tuberculosebekämpfung und Säuglingsernährung. August Hirschwald, Berlin 1904.
- The Suppression of Tuberculosis. Together with Observations Concerning Phthisiogenesis in Man and Animals, and Suggestions Concerning the Hygiene of cow stables, and the Production of Milk for Infant feeding, with special Reference to Tuberculosis. 1904.
- Moderne phthisiogenetische und phthisiotherapeutische Probleme in historischer Beleuchtung. Marburg 1905.
- Einführung in die Lehre von der Bekämpfung der Infektionskrankheiten. August Hirschwald, Berlin 1912.
- Emil von Behring’s gesammelte Abhandlungen. Marcus & Weber, Bonn 1915. (2013, ISBN 978-3-86444-862-1).

## Forschung, Archiv, Stiftung
- Das 2011 der Philipps-Universität Marburg übereignete Archiv des Forschers wurde bis Mai 2012 für das Internet aufbereitet.[47] Heute befindet es sich im Archiv der Philipps-Universität Marburg.
- Auch das Institut für Geschichte der Pharmazie und Medizin, u. a. eine Nachfolgeinstitution der Emil-von-Behring-Bibliothek/Arbeitsstelle für Geschichte der Medizin, beschäftigt sich nach wie vor mit Leben und Werk Behrings.
- Bis 2023 unterstützte der Förderverein Emil von Behring e. V. medizinhistorische Arbeiten und pflegte den Behring-Nachlass.
- Ferner arbeitet von Marburg aus die Von Behring-Röntgen-Stiftung (www.br-stiftung.de), deren Ziel die Förderung wegweisender medizinischer Forschung ist.

## Ausstellungen
- 2001: Mit aller mir zu Gebote stehenden Rücksichtslosigkeit. Emil von Behring. Marburger Nobelpreisträger 1901. Ausstellung des Kulturamtes der Stadt Marburg, 12. Dezember 2001 bis 28. Januar 2002 im Rathaus der Stadt Marburg
- 2011: Leben und Wirken Emil von Behrings, Südsaal, Landgrafenschloss Marburg aus Anlass der Übereignung des persönlichen und des Firmenarchivs an die Philipps-Universität Marburg
  - „Blut ist ein ganz besonderer Saft“. Emil von Behring 1854–1917. Wissenschaftler, Nobelpreisträger. Unternehmer. Kommunalpolitiker. Ausstellung vom 15. Juni bis zum 18. September 2011 im Landgrafenschloss Marburg.
- 2013: Eröffnung der Dauerausstellung „Blut ist ein ganz besonderer Saft“. Emil von Behring 1854–1917 im Gebäude Bahnhofstraße 7 in Marburg im Zuge der Behring-Route Marburg.[48]

## Film
- Sönke Wortmann (Regie), Dorothee Schön, Sabine Thor-Wiedemann (Drehbuch): Charité, ARD, 2017, sechs Teile (Die historische Figur E. v. Behrings ist eine der Hauptrollen der Fernsehserie, Spielfilm).

## Literatur

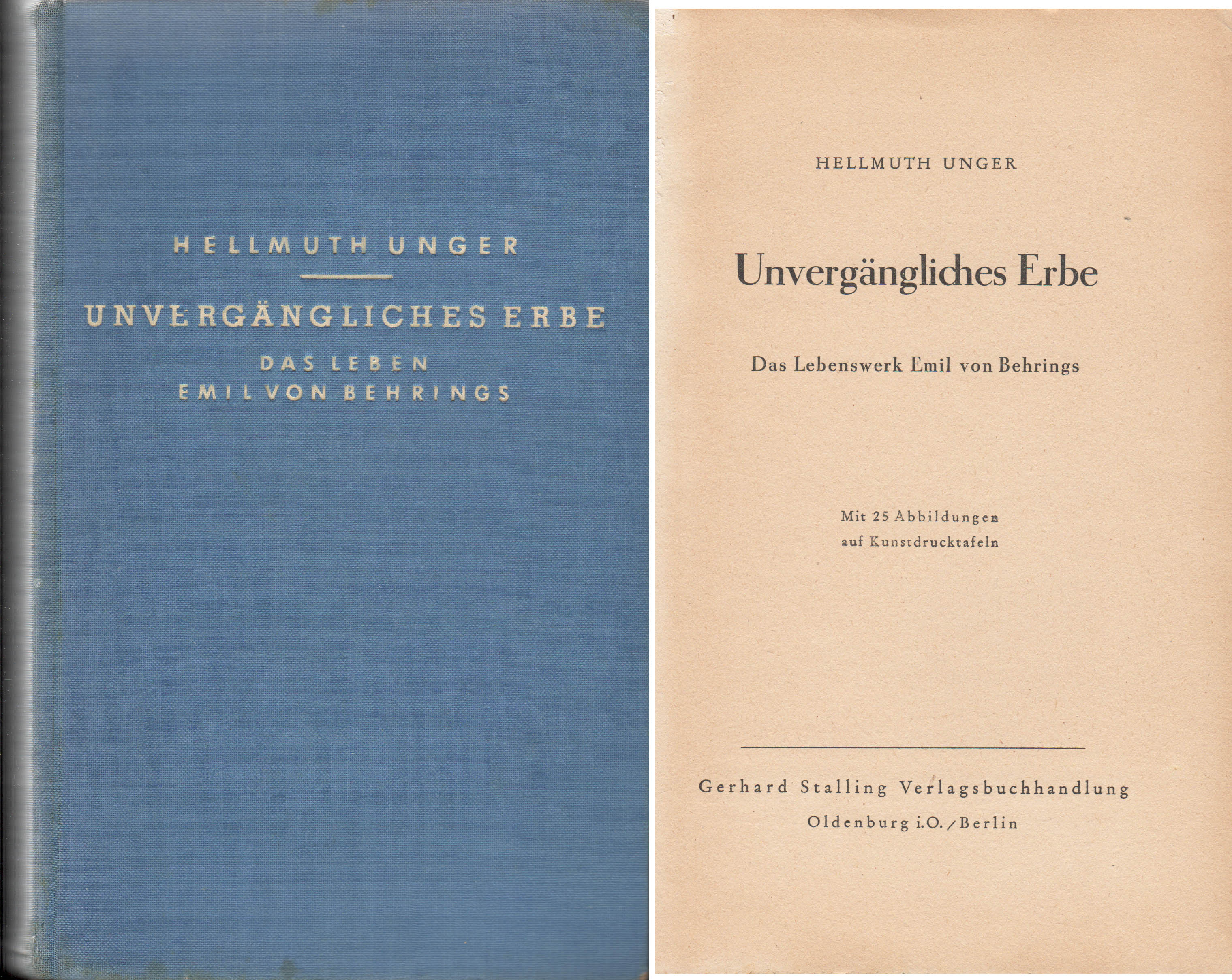
Das Lebenswerk des Nobelpreisträgers Emil von Behring